# خوسيه فرانسيسكو بارونديا
خوسيه فرانسيسكو بارونديا (12 مايو 1787 ، مدينة غواتيمالا - 4 أغسطس 1854 ، مدينة نيويورك) هو سياسي ليبرالي من غواتيمالا ولد في مدينة غواتيمالا. شغل منصب الرئيس المؤقت لمقاطعات أمريكا الوسطى المتحدة من 26 يونيو 1829 إلى 16 سبتمبر 1830.